# Johann von Eltz
Johann von Eltz (* 31. Januar 1546; † Anfang 1610) war Landkomtur der Deutschordensballei Lothringen sowie kurtrierer Rat.   

## Leben
Am 15. August 1565 wurde Johann von Eltz durch den Landkomtur Johann von der Fels aus der Kommende Metz in den Deutschen Orden aufgenommen. Dieser übernahm nach seiner Vertreibung aus Metz im Jahre 1571 die Kommende Saarburg und musste sie wegen seines angegriffenen Gesundheitszustandes schon bald an von Eltz als Komtur übergeben.
1577 wurde er zum Komtur der Kommende St. Elisabeth in Saarbrücken ernannt. 
Seine Wahl zum Landkomtur wurde am 6. Mai 1580 durch den Hochmeister Heinrich von Bobenhausen bestätigt. Zwei Monate später erhielt er von ihm die Ernennung zum Statthalter der Ballei Lothringen. 
Erzbischof Johann von Schönenberg machte ihn am 2. April 1585 zum kurtrierer Rat.
Am 21. Mai 1585 kam die Ernennung zum Landkomtur in Trier in der Deutschordensballei Lothringen.
Am 20. September 1593 beschwerte sich von Eltz wegen der zunehmenden Verarmung der Kommenden gemeinsam mit vier weiteren Komturen beim Hochmeister. 
Aus gesundheitlichen Gründen verzichtete er 1604 auf seine Ämter und zog sich zurück. 
Wegen der schlechten Alimentierung beschwerte er sich am 17. April 1606 erneut beim Hochmeister. 